# Brigitte Ravenel
Brigitte Ravenel est une cantatrice mezzo-soprano basée à Nyon, en Suisse.

## Biographie
Artiste lyrique de tessiture mezzo-soprano, elle mène une carrière indépendante et se produit à travers toute l’Europe, en tant que soliste ou avec l’ensemble de la Radio Suisse, accompagnée par l’orchestre I Barocchisti, sous la direction de Diego Fasolis. La précision de son intonation et sa puissance vocale lui permettent un répertoire varié: œuvres de musique ancienne de Jean-Baptiste Pergolèse, Francesco Cavalli, Antonio Vivaldi, Giacomo Carissimi, Henry Purcell, auxquelles s’ajoutent les pièces maîtresses de Jean-Sébastien Bach, ainsi que ses nombreuses cantates. La cantatrice chante, entre autres, les lieder de Brahms, Schumann, Mahler et Wolf, ainsi que les mélodies de Debussy, Honegger, Poulenc, Barber, De Falla, Weill, F. Martin et de nombreux compositeurs suisses contemporains, comme J-P Lavanchy, J-F Bovard, M. Hostetteler et Thüring Bräm, auxquels s’ajoutent Betty Roe et Sofia Goubaïdoulina.
Formée au Conservatoire de Lausanne, dans la classe de Philippe Huttenlocher, elle a approfondi son étude du chant chez plusieurs professeurs particuliers, notamment F. Cavalli à Milan et Maarten Koningsberger à Amsterdam. Ses rencontres avec Christa Ludwig et Armin Jordan ont été décisives dans l’orientation de son répertoire.
Brigitte Ravenel est présente dans beaucoup de festivals nationaux et internationaux, dont le Festival international de musiques sacrées à Fribourg (CH), La Bâtie-Festival de Genève (CH), La Folia – Festival de musique ancienne à Rougemont (CH), le Festival de musique de La Chaise-Dieu (FR), le Festival international Jean-Sébastien Bach de Saint-Donat-sur-l'Herbasse (FR), la Settimana musicale à Turin (IT), La Sagra Malatestiana à Rimini (IT), le festival de Musique ancienne à Bruges (BE), ainsi que celui d’Utrecht (NL).
Elle est aussi l’initiatrice de créations musicales et de manifestations culturelles. Elle est notamment la fondatrice et l’organisatrice des deux événements annuels que sont Pleine Lune en Duo et Les Intimes à Nyon, où se rencontrent divers styles et univers musicaux et où se mêlent interprétation et improvisation musicale, lectures de textes et projections vidéos.

## Discographie
- Arthur Honegger - Mélodies et pièces pour clavier 1915 – 1923 (2003[4]);
- Arthur Honegger - Mélodies et pièces pour clavier 1939 – 1946 (2005);
- Kurt Weill – Les Inédits  avec le quatuor «Dites-le-moi Tuba» (2007);
- Popolémoi – 8 duos pour contrebasse et voix de mezzo-soprano (2010);
- Cinq chansons noires - 5 duos pour voix et instrument de Thüring Bräm sur des textes d'Aloïse (2011);
- Le Chant d’Amour et de Mort du Cornette Christoph Rilke de Rainer Maria Rilke, musique de Frank Martin, première version mondiale pour chant et piano, avec le pianiste Francesco Libetta (2012)

## Sources et références
- Article de la Tribune de Genève, 8 juillet 2011
- Le Temps, 29 mars 2007
- Journal La Côte
- Radio Télévision Suisse, 14 juillet 2011

1. ↑  « rive.swiss-registers.org/compa… »(Archive.org • Wikiwix • Archive.is • Google • Que faire ?).
2. ↑  « An Ecstatic Success  Music and Vision September 4 », sur blogspot.fr (consulté le 28 août 2020).
3. ↑  « Association pleine Lune - événements culturels littéraires et musicaux », sur Association Pleine Lune (consulté le 28 août 2020).
4. ↑  « Brigitte Ravenel Daniel Fuchs, 3 disques vinyle et CD sur CDandLP », sur cdandlp.com (consulté le 14 avril 2023).